# Siemens Velaro
A Siemens Velaro a német ICE 3 nagysebességű villamos motorvonat exportra szánt változata. A motorvonatokat a Siemens Mobility gyártja 2001-től.
A Velaro név a spanyol „nagysebesség” (Velocidad Alta) kifejezésből ered. A megbízói igényekhez továbbfejlesztett ICE 3 típus először Spanyolországba, a Spanyol Államvasutak (RENFE) megrendelésére került leszállításra.
Az 1990-es években, több cég (Siemens, DUEWAG, Bombardier, Adtrans, Alstom) közreműködésével is fejlesztett ICE 3 után a Velaro-t a Siemens egyedül fejlesztette ki - a fejlesztés gyakorlatilag teljes egészében az ICE 3 koncepción alapul.
A vonatok a német Erlangenben kerülnek fejlesztésre, és többségük a szintén német Krefeld-Uerdingen-ben megépítésre. A vonatok az üres váz („Leeren Hülle") elvre épülnek, azaz a  forgóváz, a kocsi szerkezete és belső üres tere az eltérő típusok ellenére sem nagyon változik, a belső kialakítást viszont a megbízó igényeihez alakítják. A járművek váz-szerkezete szinte kizárólag alumíniumból (illetve alumínium ötvözetekből) épül fel.
A belső tér átalakításai (pl. nagyobb csomagtér a szabadságolások idejére) szezonálisan is megvalósíthatók. Klasszikus kiépítésében a vonaton 510 férőhely található, ez a szám szükség esetén 1247 férőhelyre növelhető.
A vonatokon jellemzően a forgóvázak 50%-a hajtott (a tízrészes Velaro RUS esetén ez csak 40%).
A jármű külső magassága mindenütt azonos, ez csökkenti a hanglökést, amikor a vonat például az alagutakba hajt be. Az optimalizált aerodinamikus forma és az energia-visszatermelő örvényfék-rendszer (Velaro D) a Velaro-t kiemelkedően gazdaságossá teszi, így – az autók fogyasztásával összevetve – 100 kilométerenként minden utasra nagyjából 0,33 liter benzinnyi energiamennyiség jut.
A vonatok irányítástehnikája a Sibas 32 vezénylésen alapul, a fedélzeti kommunikációnál pedig a TCN (Train Communication Network) (WTB / MVB) került bevetésre. A modern pályabiztonsági rendszerekkel együtt tud működni, így alapvetően majdnem mindegyik típusa "ismeri" az ETCS (level 0 -1)-t, de a bevetési területtől függően konfigurálható az ATO/ATP működése (Németországban pl. a PZB / LZB, Kínában az ETCS kompatibilis CTCS). Ez az együttműködés a vonatokat egy "robotpilóta"-szerű működésre teszi képessé, azaz a pályabiztonsági rendszerrel együttműködve a vonat képes az automatikus sebesség optimalizációra.
Egy 2010-es összesítés szerint a Velaro a világ legeredményesebb nagysebességű vonata, 209 db - 4,4 milliárd euró értékben - eladott példánnyal.
A típus (szériavonat) sebesség-csúcsa pillanatnyilag 487,3 km/h, melyet egy 2011 januárban állított fel egy Velaro CN (CRH380BL) vonat a Peking–Sanghaj nagysebességű vasútvonalon.

## Változatok

### Spanyolország: Velaro E
A Siemens AG 16 db-ból álló 350 km/h sebességű villamos motorvonatot szállított a Spanyol Nemzeti Vasutaknak (RENFE) az új Madrid-Barcelona normál nyomtávú nagysebességű vonal kiszolgálásához. A Valero E a DB vonalain kipróbált ICE 3 továbbfejlesztett változata, Spanyolország földrajzi és éghajlati viszonyainak figyelembevételével.

### Oroszország: Velaro RUS
További nemzetközi siker a Siemens nagysebességű vonatai számára egy szállítási és karbantartási szerződés az Orosz Vasúttal mintegy 600 millió euró értékben.
A Transportation System (TS) Siemens érdekeltség nyolc Velaro RUS típusú nagysebességű vonatot szállított a Szovjet Vasútnak (RZD) és azoknak karbantartását is 30 évre átveszi. Ennek megfelelő szerződéseket írtak alá az oroszországi Szocsiban. „Ezzel a szerződéssel a Siemens és az RZD közötti Oroszország a világszerte legmodernebb nagysebességű vonatokhoz jut hozzá. A szerződés egyben kiváló alapot teremt a Siemens és az RZD között a vasúti technika minden területén”, hangsúlyozta a szerződés aláírása alkalmával Hans M. Schabert, a Siemens Transportation System körzeti igazgatósági elnöke.

### Kína: Velaro CN
A Velaro CN, vagy más néven a CRH3, a Siemens Velaro Kínának szállított változata.

### Németország: Velaro D
A Velaro D, vagy más néven a DB 407, a Siemens Velaro Németországnak tervezett változata. A D betű a névben Németországra (Deutschland) utal.

### Anglia: Eurostar e320
A Eurostar  e320 a Siemens Velaro az angliai Eurostar vasúttársaságnak tervezett változata. A Csatorna-alagútban közlekednek Londonból Párizsba, a későbbi tervek között szerepel Köln és Amszterdam. Maximális sebessége 320 km/h lesz és 900 utas utazhat egyszerre rajta.

### Törökország: Velaro TCDD
XHST és YHST néven futott program, a török vasút számára szállított változatok

## Képek

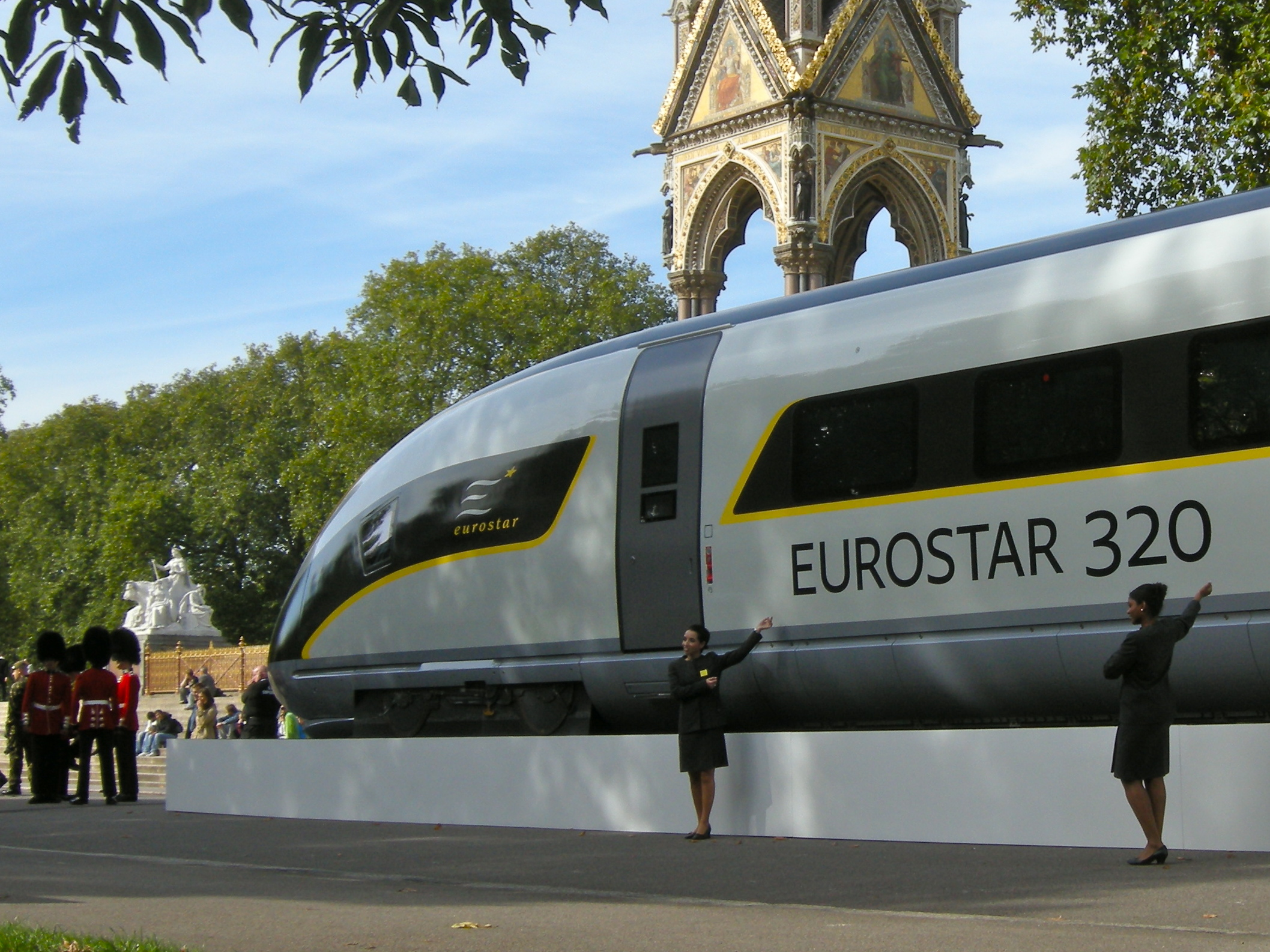
Velaro e320
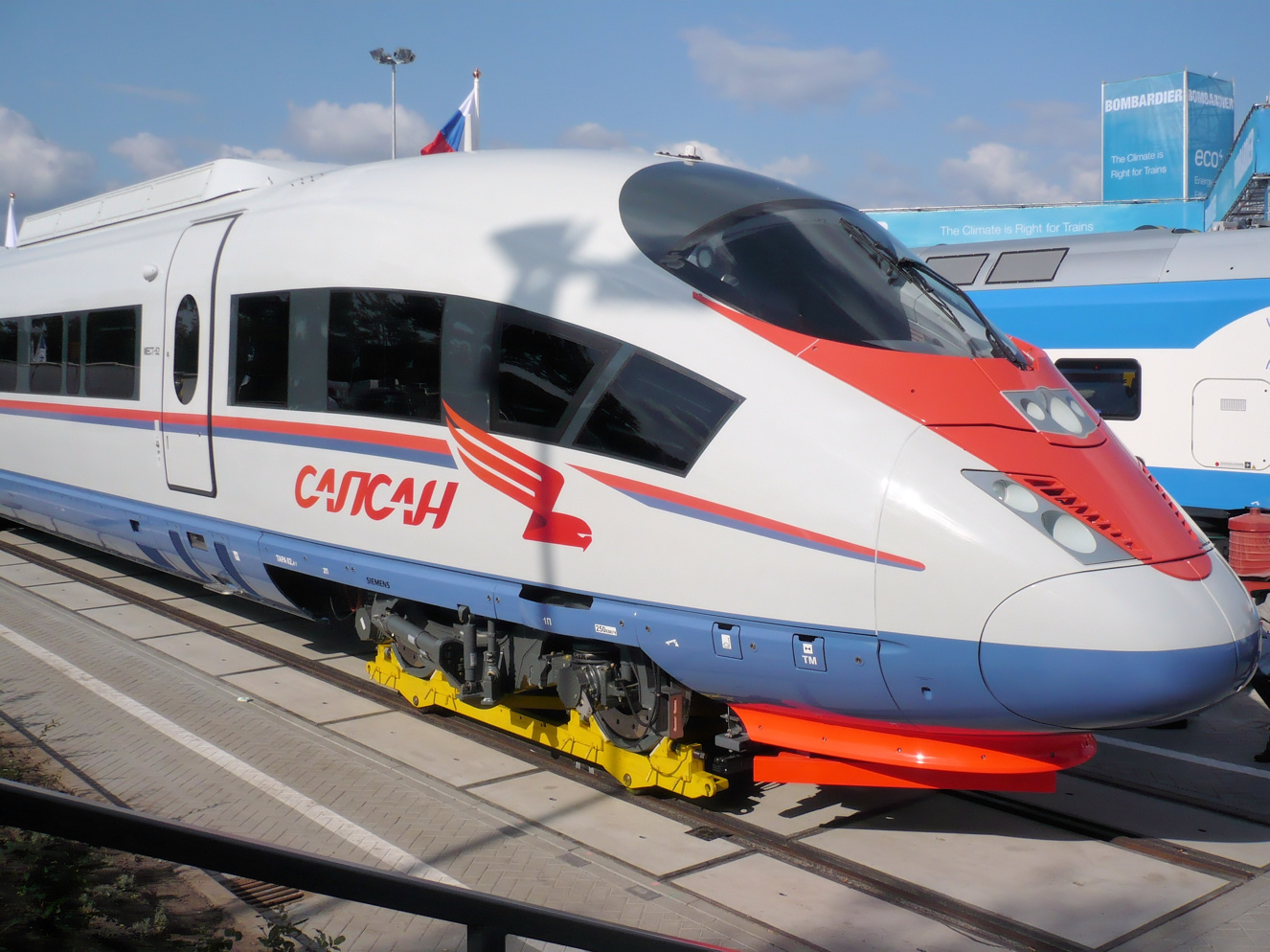
Az orosz Velaro
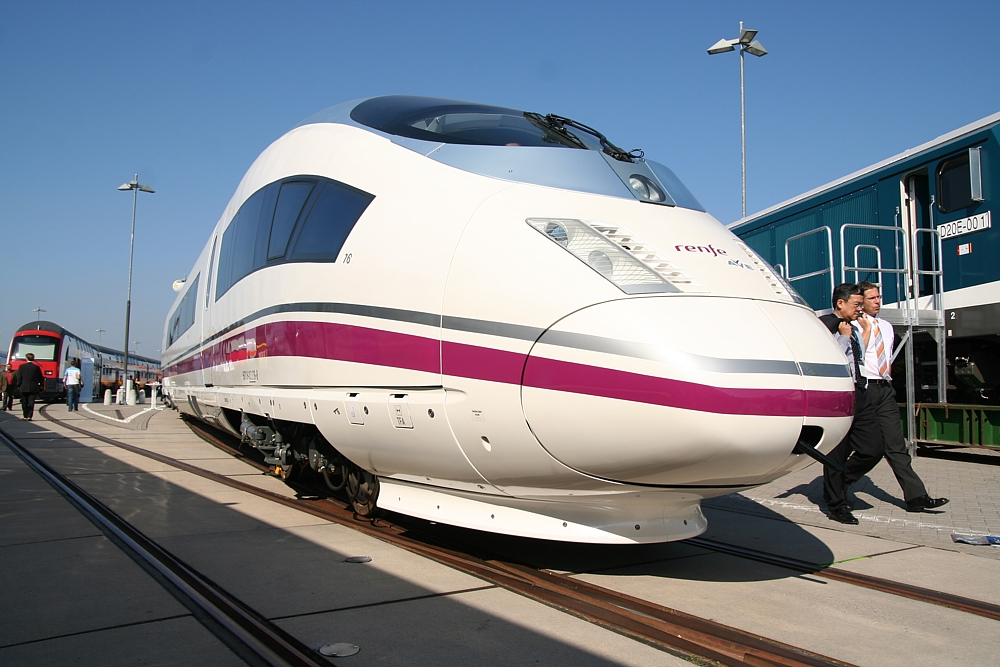
A spanyol Velaro
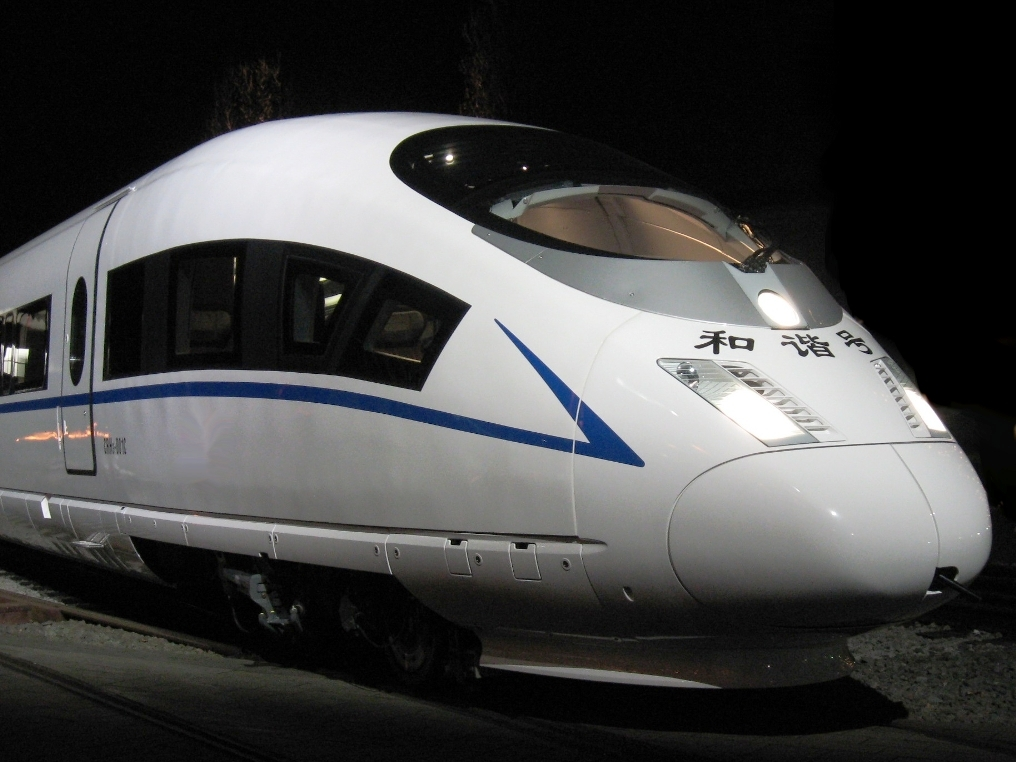
A kínai Velaro